# Synosis nakanishii
Synosis nakanishii är en stekelart som beskrevs av Kusigemati 1971. Synosis nakanishii ingår i släktet Synosis och familjen brokparasitsteklar. Inga underarter finns listade i Catalogue of Life.